# フルヘンシオ・バティスタ
フルヘンシオ・バティスタ・イ・サルディバル（Fulgencio Batista y Zaldivar, 1901年1月16日 - 1973年8月6日）は、キューバの軍人、政治家。大統領（1940年 - 1944年、1952年 - 1959年）。親米政権を樹立したのち独裁を敷いたが、キューバ革命によって失脚し、国外へ亡命した。

## 来歴

### 生い立ち
1901年、米西戦争の結果アメリカの軍政下に置かれていたキューバのバネス（en）に生まれる。ムラート、中国、先住民族の出自とみられる。バネスの高校を卒業後、1921年にキューバ軍に加わる。

### 軍歴
バティスタ軍曹は1933年の「軍曹の反乱」をリードした。バティスタのクーデターは臨時政府を倒し、ラモン・グラウ・サンマルティンが1933年9月10日大統領に就任した。バティスタは入閣を要請されたがそれを固辞し軍参謀総長になった。
グラウは翌年の1月16日に辞任し、1月17日にマヌエル・マルゲス・スターリング・イ・ギラルが大統領に就任するが、1月19日にカルロス・メンディエタ・モンテフールが臨時大統領に就任。メンディエタは1935年12月11日に退陣し、ホセ・バルネ・イ・ビネヘラスが臨時大統領となる。

### 入閣
翌1936年5月20日にミゲル・マリアノ・ゴメス・アリアスが大統領に就任、同内閣でバティスタは国防相兼軍総司令官に就任し、政権の実権を握った。バティスタの横暴にゴメスは拒否権を発動したが、逆にバティスタによる議会動員で罷免され、フェルデシオ・ラレード・ブル副大統領が大統領に昇格した。
1938年になるとバティスタは共産党を合法化し、対立するキューバ真正革命党に対する共闘路線を結ぶ。1939年11月には憲法制定議会選挙が行われるが、バティスタの率いる自由党は共産党と連合するも真正革命党を主とする野党連合に大差で敗北する。

### 大統領就任

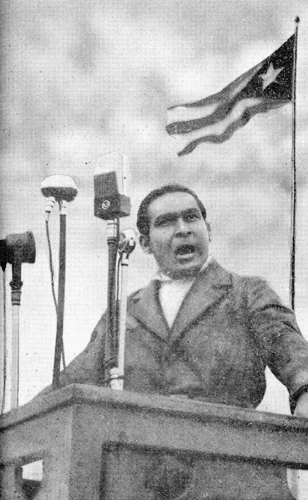
演説を行うバティスタ

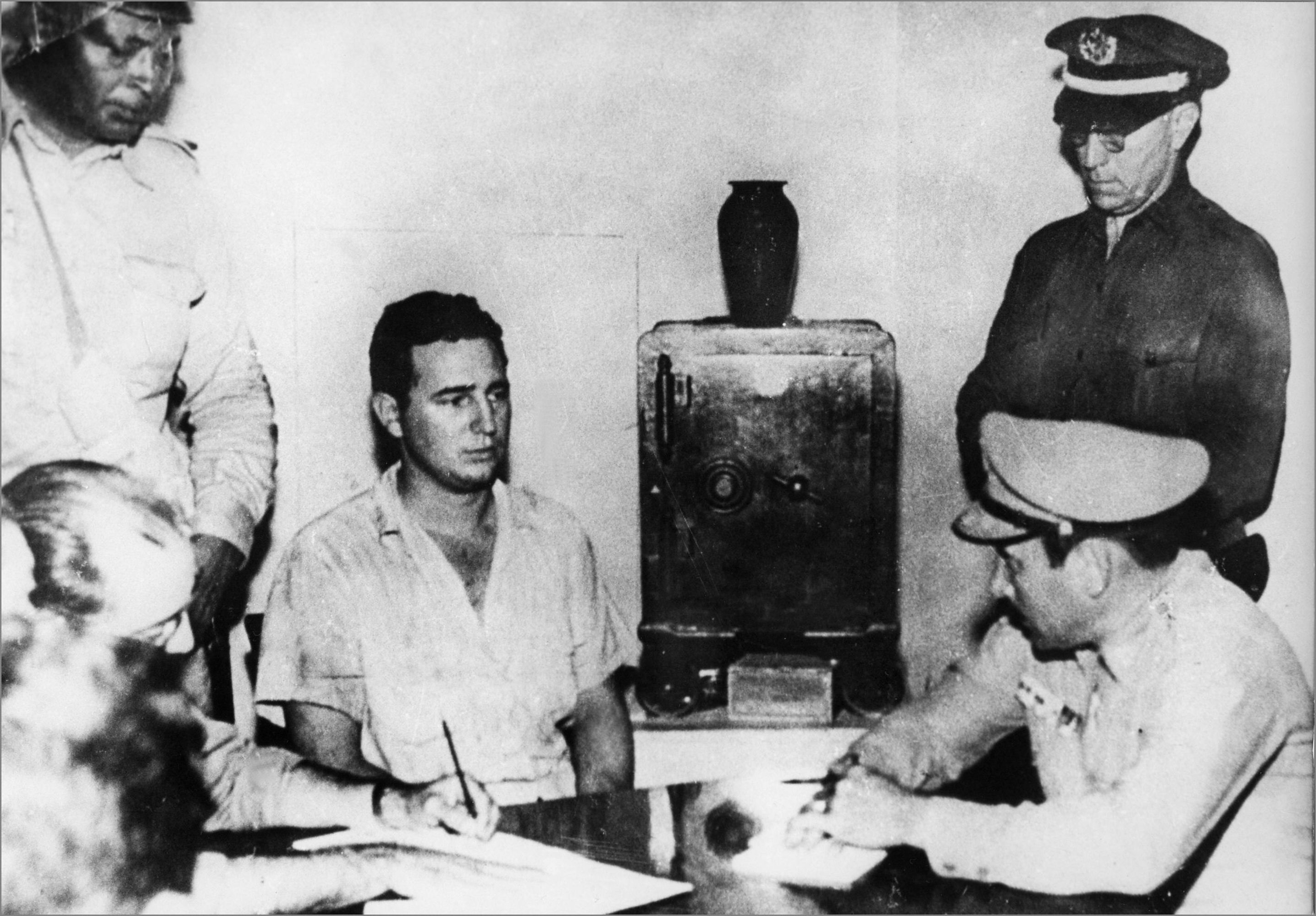
モンカダ兵営で逮捕されたカストロ

1940年2月の第一回議会では、第一党の真正革命党はグラウを議長に推すが、バティスタの裏工作でマルケス・スターリングが議長に就任した。7月には新憲法が公布、総選挙が行われる。バティスタがグラウを抑え大統領に当選した。
10月にバティスタは大統領に就任する。しかし第二次世界大戦中の1944年に行われた総選挙では、バティスタの推すカルロス・サラドリガスがグラウに敗北する。これを受けてバティスタはアメリカ合衆国のフロリダに逃亡した。

### 独裁への道

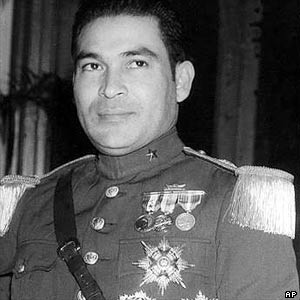
フルヘンシオ・バティスタ（1952年）

その後キューバでは1948年6月に総選挙が行われ、フロリダのデイトナビーチでカジノを経営していたバティスタは自由党から上院議員に立候補し当選、政界に復帰する。1950年には帰国し、単一行動党を結成する。
翌年には再度の大統領選出馬を表明するが、支持は得られなかった。これを受けて1952年3月10日に、バティスタは軍事クーデターを決行、カルロス・プリオ・ソカラス大統領に辞任を要求。プリオはメキシコ大使館に亡命し、バティスタが大統領に就任した。なお、このクーデターにより同年に行われた議会選挙は無効となった。
これ以降バティスタは、以前の亡命先のアメリカ政府とアメリカ企業、そしてカジノを経営していた時代のパートナーのマフィアのキューバ国内における利権の保護と引き換えに私欲を満たすようになり、キューバの農業や工業にアメリカ資本が流れ込み、アメリカ企業による事実上の搾取が大手を振って行われることになった。

### カストロの蜂起
この様な状況を受けて、オルトドクソ党（正統党）から議会選挙に立候補したものの、選挙の無効により失職した弁護士のフィデル・カストロが武装勢力を組織し、1953年7月26日に130名の同志とともにオリエンテ州のモンカダ兵営に対する攻撃を行った。攻撃者の80人以上が死にカストロは逮捕され、カトリック司教の仲裁で死刑は免れたが、懲役15年が宣告され投獄される。
その後メキシコに亡命していたカストロは、1956年12月に60フィートのプレジャーヨット、「グランマ号」でメキシコから多くの他の亡命者と共に秘密裏にキューバへ帰国した。それらは「7月26日運動」と呼ばれた。「7月26日運動」の最初の行動は1956年12月2日にオリエンテ州で始まった。その中には革命後に閣僚となるチェ・ゲバラ、ラウル・カストロ、またカミロ・シエンフェゴスが含まれていた。カストロの運動は民衆の支援を獲得し、800人以上の勢力に成長した。

### キューバ革命
1958年5月24日に、バティスタはカストロ率いる反乱軍に対して17の大隊を送り出した。政府軍は数字上では反乱軍を圧倒していた上、アメリカから貸与を受けた豊富な兵器を手にしていたが、それにもかかわらずカストロの反乱軍は、士気が下がった政府軍兵士の多くが軍務を放棄したことによって一連の勝利を成し遂げた。
その後カミロ・シエンフェゴスの指揮下にあった反乱軍はヤガイェイの戦いで大きな勝利を収め、「El heroe de Yaguajay」（ヤガイェイの英雄）と呼ばれるようになった。またチェ・ゲバラの部隊もサンタ・クララでの決戦で勝利を勝ち取るなど、その後の各地における戦闘において政府軍の敗北が決定的となった。
政府軍の敗北が決定的になったことを受けて、1958年12月31日の夜、バティスタはハバナ市内のコロンビア兵営で催された新年祝賀パーティーの席上で突如として辞任演説を始め、日付の変わった1959年の元日未明、クバーナ航空機でキューバを脱出し、反共的な独裁者のラファエル・トルヒーヨ率いるドミニカ共和国へ亡命した。
数時間後、政府軍のカンティーヨ将軍が「臨時政府」の成立を宣言したが、カストロはこれを認めずカミロにハバナ突入を命じた。政府軍兵士の抵抗も受けないままにまもなくハバナは反乱軍によって制圧され、8日にはカストロがハバナ入りし、名実ともに反乱軍（革命軍）の勝利が確定した（キューバ革命）。

### 亡命
ドミニカ亡命後は、かつての支持者から700万アメリカドルを超える献金を受けたが、トルヒーヨの失脚後もキューバへは戻らずに、反共主義者のアントニオ・サラザールが政権を握っていた第二共和政ポルトガルのマデイラとエストリルで回顧録を書いて暮らした。その後フランシスコ・フランコ将軍が独裁体制を敷いていたスペインで投資を行い成功をおさめたものの、マルベーリャの郊外の自宅で心臓病により死去した。2006年に亡くなった妻とともにスペインの首都マドリードのCementerio Sacramental de San Isidroに埋葬されている。